# Brian Kirk (Komponist)
Brian Kirk ist ein US-amerikanischer Komponist für diverse Serien und Filme, unter anderem für die Dramaserien Navy CIS und auch Navy CIS: New Orleans. Er ist neunmaliger Gewinner des BMI Film & TV Award. Er veröffentlichte 2006 sein Album Half Baked Ideas, das über Inner Ear Records publiziert wurde. Am 29. März 2008 erschien der dritte offizielle Soundtrack zu Navy CIS, den Kirk komplett komponierte. Er lebt in Los Angeles.

## Leben
Schon in jungen Jahren lernte Kirk Klavier. Im frühen Teenager-Alter arbeitete er experimentell in einem kleinen Homestudio bei sich zu Hause und ging anschließend ans College, wo er Musiktheorie und Komposition lernte. Er spielte oft in Salem (Oregon) an verschiedenen Orten Jazz-Piano, wodurch sich auch in dieser Zeit seine Hingabe zur Filmmusik entwickelte. Inspiriert wurde er durch Künstler wie Prince, Keith Jarrett, John Williams, Thomas Newman, Dave Brubeck, The Beatles, Bobby McFerrin und James Newton Howard.

## Musik
In seinen Werken verwendet Kirk hauptsächlich klassische Instrumentalklänge, die allerdings elektronisch per Plug-ins erzeugt werden, darunter viel Streichinstrumente und Piano in Kombination mit Synthesizer-ähnlichen Klängen, wobei die klassischen Instrumente im Vordergrund stehen und die Synthesizer-Klänge eher als „Feinschliff“ dienen. In Navy CIS wird an einem Filmset immer eine ganz besondere Musik gespielt – in „Abby's Labor“ (Abigail Sciuto, gespielt von Pauley Perrette). Dort werden hauptsächlich E-Gitarren und auch härtere Synthesizer Klänge verwendet und eher auf „die Klassik“ verzichtet. Während andere Soundtracks von Serien oder Filmen oft nur kleine Musikschnipsel (sog. Snippets) der jeweiligen Szenen enthalten, die meistens nicht länger als eine Minute dauern, wurde beim NCIS TV Score auf dieses Stilmittel verzichtet. Alles wurde in wenige Titel zusammengefasst, dafür aber mit Übergängen zwischen den einzelnen Teilen versehen, was die Titel länger und hörbarer macht. Ziel des Albums war „Navy CIS zum hören“, so Kirk.
Zur elften Staffel der Serie Navy CIS wurde die offizielle NCIS: Benchmark veröffentlicht, die in der Serie vertretene Musik von anderen Künstlern enthält, unter anderem von Pauley Perrette und Michael Weatherly (Darsteller von Anthony DiNozzo in Navy CIS). Die CD beinhaltet eine Orchester-Version der Titelmusik, die immer nach der Einführung einer Folge zum Intro gespielt wird. Unter anderem ist Hank Williams’ bekannter Hit „I'll never Get out This World Alive“ vertreten.

## Studio
Kirk arbeitet hauptsächlich mit Logic Pro von Apple, das auf einem Rechner mit 12 internen und 4 externen Prozessorkernen läuft. 2013 stellte er alle Laufwerke in seinem Studio auf Solid-State-Drives um. Er verwendet vielfach Plug-ins von 8dio.

## Filmografie (Auswahl)
- 2000: Labor Pains – Ausgerechnet ein Baby (Labor Pains)
- 2002–2004: Die Welt und Andy Richter (Andy Richter Controls the Universe, Fernsehserie, 19 Episoden)
- seit 2003: Navy CIS (NCIS, Fernsehserie)
- 2004–2005: Listen Up (Fernsehserie, 22 Episoden)
- seit 2014: Navy CIS: New Orleans (NCIS: New Orleans, Fernsehserie)